# Campionati europei di ciclismo su strada 2017 - Cronometro maschile Elite
La cronometro maschile Elite dei Campionati europei di ciclismo su strada 2017, seconda edizione della prova, si disputò il 3 agosto 2017 su un percorso di 46 km con partenza e arrivo a Herning, in Danimarca. La medaglia d'oro fu appannaggio del belga Victor Campenaerts, il quale completò il percorso con il tempo di 53'12", alla media di 51,880 km/h; l'argento andò invece al polacco Maciej Bodnar e il bronzo all'irlandese Ryan Mullen.
Sul traguardo di Herning 33 ciclisti, su 33 partenti, portarono a termine la competizione.

## Ordine d'arrivo (Top 10)
| Pos. | Corridore            | Squadra     | Tempo   |
| ---- | -------------------- | ----------- | ------- |
| 1    | Victor Campenaerts   | Belgio      | 53'12"  |
| 2    | Maciej Bodnar        | Polonia     | a 2"    |
| 3    | Ryan Mullen          | Irlanda     | a 4"    |
| 4    | Matthias Brändle     | Austria     | a 9"    |
| 5    | Jos van Emden        | Paesi Bassi | a 21"   |
| 6    | Martin Toft Madsen   | Danimarca   | a 44"   |
| 7    | Edvald Boasson Hagen | Norvegia    | a 1'22" |
| 8    | Marco Mathis         | Germania    | a 1'29" |
| 9    | Filippo Ganna        | Italia      | a 1'37" |
| 10   | Jan Bárta            | Rep. Ceca   | a 1'54" |